# Валье-де-лос-Мачос
Валье-де-лос-Мачос (исп. Valle de los Machos) — долина, раскинувшаяся в четырёх километрах от города Туписа.

## Расположение
Расположена на юго-востоке Боливии в провинции Суд Чичас (исп. Sud Chichas) департамента Потоси, на высоте 3071 м над уровнем моря.

## Происхождение названия
Несмотря на то, что «machos» (мачос) по-испански — мужчины, правильнее перевести название как «Долина фаллосов». Столь своеобразное имя обязано фаллической форме вытянувшихся к небу скал-останцов.
Фигуры возникли в результате выветривания и воздействия атмосферных осадков; некоторые из них получили названия: «Сидящая горилла» (исп. El Gorila Sentado), «Орел» (исп. El Águila), «Верблюд» (исп. El Camello).

## Символические «двери» в долину
Возвышаясь на тропе, ведущей к Долине фаллосов, будто символизируя вход в неё, расположены две гигантские плоские каменные глыбы, высотой около 50 метров. Это «Пуэрта-дель-Диабло» (исп.  Puerta del Diablo ) — так называемые Ворота Дьявола.

## Галерея

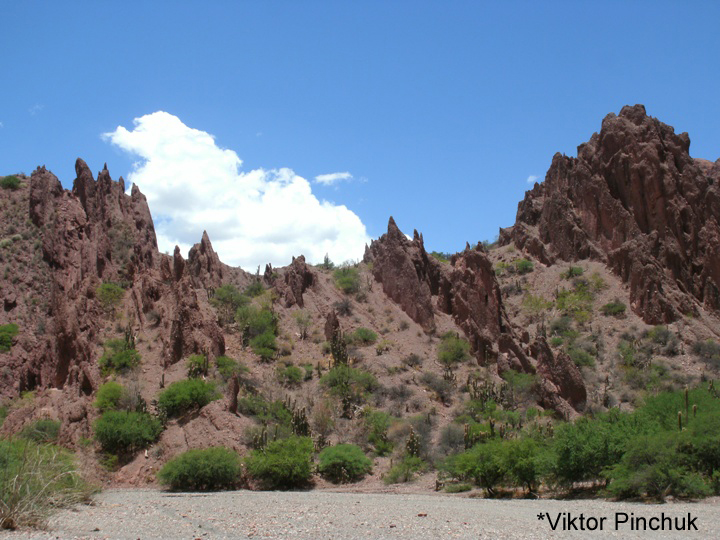
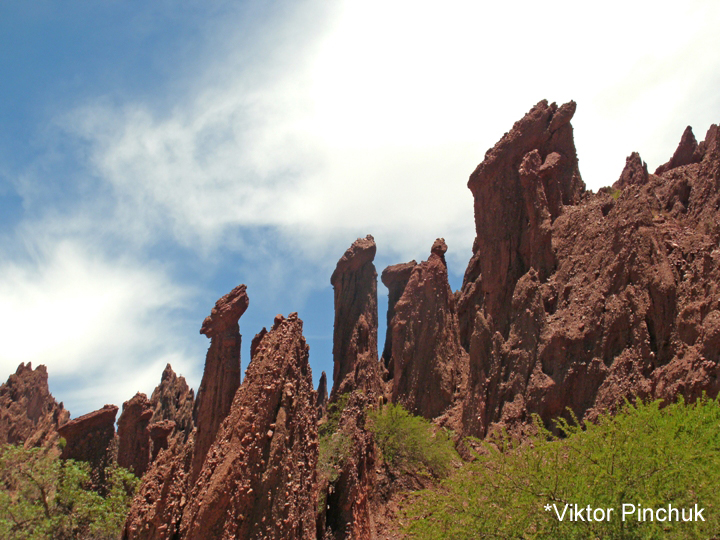
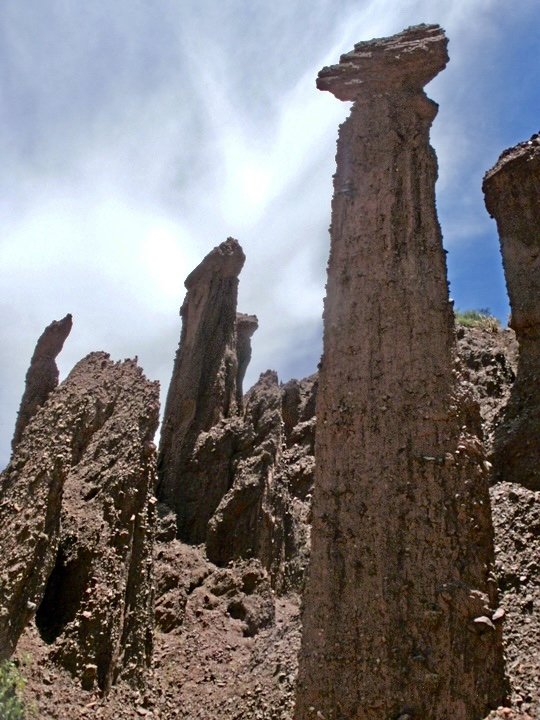
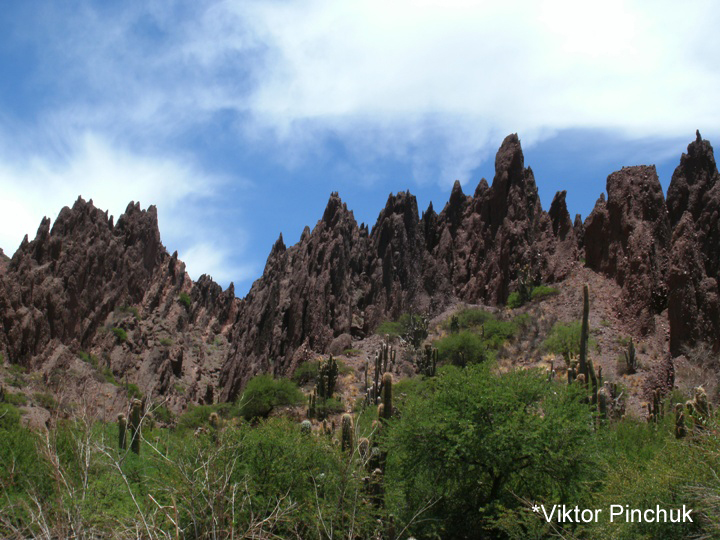
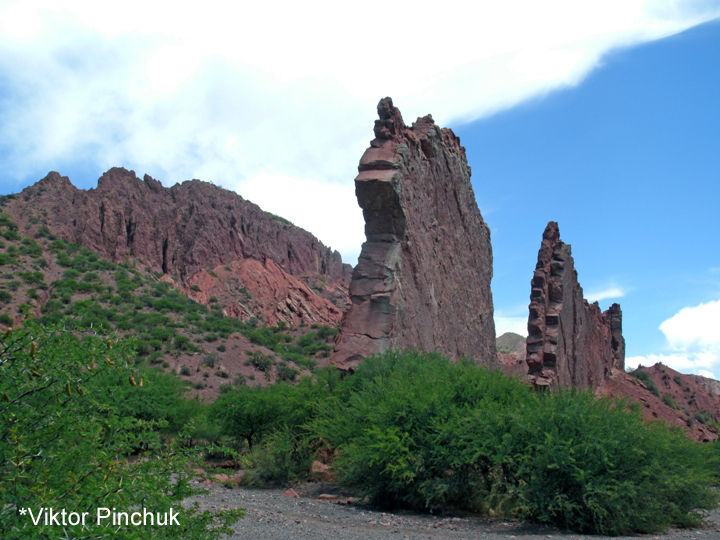
Пуэрта-дель-Диабло